# Afroclanis
Afroclanis is een geslacht van vlinders uit de onderfamilie Smerinthinae van de familie pijlstaarten (Sphingidae).

## Soorten
- Afroclanis calcareus (Rothschild & Jordan, 1907)
- Afroclanis neavi (Hampson, 1910)